# 레피콜레아 스콜로펜드라
레피콜레아 스콜로펜드라(Lepicolea scolopendra)는 망울이끼목에 속하는 우산이끼류의 일종이다. 레피콜레아과(Lepicoleaceae)와 레피콜레아속(Lepicolea)의 유일종이다.